# Jiří Letáček
Jiří Letáček (nascut el 9 de gener de 1999) és un futbolista professional txec que juga com a porter al Getafe CF.

## Carrera de club
Letáček va jugar a tots els equips del sistema juvenil de l'FK Pardubice. El 2018 va passar a l'equip sènior. Després de l'ascens de Pardubice a la Lliga Nacional de Futbol Txeca, va debutar a la Primera Lliga Txeca el 13 de març de 2021, a l'edat de 22 anys, en una derrota per 1-0 fora de casa contra l'Opava. Abans de la temporada 2022-23, es va traslladar al Baník Ostrava, on va passar un any cedit per primera vegada. A la temporada 2023-24, va ser el tercer millor porter de la Primera Lliga Txeca amb 9 gols a net.
El 13 de juliol de 2024, Letáček va signar un contracte de quatre anys amb el Getafe CF.

## Carrera internacional
Letáček va jugar a les seleccions juvenils de la República Txeca sub-16–U18. El 2019, va ser nominat per a un camp d'entrenament sub-21 de la República Txeca amb dos partits amistosos, però només es va quedar entre els suplents.